# 洪平朗
洪平朗（1955年7月24日—），生於台灣澎湖縣，台灣政治人物與民意代表，民主進步黨資深黨員，曾任民進黨高雄市黨部執行委員、民進黨高雄市議會黨團總召集人，歷任第三屆國大代表，前任高雄市議員。

## 生平
洪平朗生於澎湖縣湖西鄉隘門村，兩歲時隨父母移居高雄市。大榮高工（今大榮高中）畢業後，從事營造業。曾於高雄市立空中大學大眾傳播學系進修取得學士學位，現於義守大學公共政策與管理學系研究所進修。
1996年，洪平朗當選第三屆國民大會代表。
2002年，前民進黨主席施明德參選高雄市長，洪平朗指控施明德收了中國國民黨主席連戰給的新台幣10億元，施明德控告洪平朗誹謗。洪平朗想私下跟施明德和解，但施明德不接受。2005年10月3日，洪平朗敗訴，必須賠償施明德新台幣200萬元並在4家報紙刊登道歉廣告。
2006年，洪平朗當選高雄市直轄時期第七屆市議員。
2007年9月8日，前民進黨高雄市議員蔡長根之子蔡益鈿酒駕撞上安全島受傷，高雄市政府警察局楠梓分局後勁派出所將蔡益鈿帶回偵訊後轉送楠梓分局複訊，稍後檢察官裁定函送，蔡益鈿離開楠梓分局；8日當晚，蔡長根帶著蔡益鈿與民進黨三位高雄市議員林武忠、洪平朗、吳銘賜前往楠梓分局理論，洪平朗一邊抽菸一邊揚言刪除市警局預算、並要分局長戴誠兵把後勁派出所值班副所長「換下來，讓他學個教訓」，戴誠兵趕回楠梓分局緩頰，一行人才離開；同月9日，洪平朗說，他是質疑警方態度不佳，非干涉辦案。9月28日，洪平朗與吳銘賜要求蔡益鈿酒駕案相關警員5人到高雄市議會備詢，強調他們與林武忠是在事發18小時後才到場表達關心，絕非關說，一切都是「不肖警員設局讓議員變成全民公敵」，報導此案的《台灣蘋果日報》「夭壽囝仔黑白報（小屁孩亂報）」、「被人利用、（報導）扭曲，很失德」；同日，《台灣蘋果日報》總編輯陳裕鑫駁斥，「議員不知檢討自己的行為，還將責任歸咎媒體」。
2010年，洪平朗當選高雄縣市合併後第一屆市議員。2010年10月，高雄市議會正副議長選舉投票，民進黨支持的議長候選人康裕成落敗，由許崑源當選。洪平朗被質疑跑票，遭民進黨調查；洪平朗否認跑票，反駁是康裕成自己不努力。2011年1月11日，民進黨中評會認定洪平朗投廢票違反黨紀，決議開除黨籍；同日，洪平朗說，在中評會上有陳菊等3人挺他，但他們遭謝長廷人馬圍剿，民進黨已經沒有是非、不值得再留戀，只要謝長廷在民進黨，他就不會回民進黨。洪平朗提出申訴，民進黨仲裁委員會討論後於2011年3月29日撤消原處份、移請中評會再做調查。
2011年4月27日，洪平朗說，2011年民主進步黨總統提名選舉，蘇貞昌民調輸一點點、但結論還是輸，以蘇貞昌的經歷，贏者蔡英文應該邀請蘇貞昌當副手，派系不要從中挑撥離間，整合才能勝選。 
2011年5月3日，洪平朗宣示加入一邊一國連線，他說，本月2日他與一邊一國連線高雄市議員陳政聞一同赴法務部矯正署臺北監獄探視陳水扁，陳水扁當場邀他加入一邊一國連線，他認同陳水扁的理念；他說，本屆高雄市議會正副議長選舉後，他遭遇民進黨其他派系的打壓、差點被開除黨籍，最後民進黨終於還他清白，而陳水扁在司法上有與他相同的遭遇，因此他答應加入一邊一國連線。
2013年1月22日，洪平朗說，2012年中，他想帶家人赴海南島旅遊，此行非常單純、無任何政治意涵，他請旅行社送件申請簽證卻屢遭退回，最後他請高雄市議會協助，簽證至今未發下來，讓支持民進黨與中國共產黨穩定交流的他非常納悶、百思不解。 
2013年5月22日，針對廣大興28號事件，洪平朗受訪時支持台海兩岸在南海漁權上聯手對抗美國與日本等大國；他說，台海兩岸交流越來越密切是事實，關係就像親兄弟不容否認，兄弟有難互相支援是好事。
2014年7月24日，針對中共總書記習近平對復興航空222號班機空難罹難者家屬表示哀悼，洪平朗表示感謝；他說，台海兩岸同胞流著同樣的血液，彼此總會相互關心、幫忙，不論發生任何意外，兩岸總是相互關心，若兩岸能建立起這樣的友善基礎，他相信能進一步帶動兩岸和平解決各項事務。
2014年九合一選舉，民進黨提名洪平朗在三民區參選第二屆高雄市議員。
2014年10月20日，高雄市政府環境保護局清潔隊隊員在高雄市三民區春陽街、正氣街口依法拆除洪平朗在私人土地上樹立的參選布條，洪平朗、助理與高雄市政府警察局三民第二分局鼎山派出所員警趕到現場將清潔隊員扭送警局。洪平朗在高雄市議會批評環保局拆旗不公、只針對他的布條，質疑環保局有政治目的，並控告毀損罪。環保局在10月2日已發出公告，在法定競選日期開始前，候選人僅得於競選辦事處或政黨辦公室周遭30公尺設置廣告物，11月19日起才可在私有土地掛布條、旗幟等宣傳物品。環保局局長陳金德表示，是依法執行公務，未針對個人。10月22日，洪平朗在高雄市議會借用國民黨籍議員藍星木的質詢時間，將三民第二分局分局長、三民第二分局偵查隊隊長、鼎山派出所所長及當初拆旗的陳姓女清潔隊員找來質詢，甚至當場罵哭依法執行公務的陳女；洪平朗質疑陳女認識檢舉人，只針對他的旗子拆除；陳女表示，是依規定行事。11月29日，洪平朗落選。
2018年九合一選舉，洪平朗再度參選高雄市議員，落選。

## 家庭
洪平朗與其妻林千代，兩人生有一女與一子。

## 經歷
民主進步黨中央黨部 執行委員

高雄市體育會極限運動委員會 主任委員

高雄市澎湖同鄉會 顧問

鼎金保安宮 顧問

高雄市文武聖殿 顧問

高雄市成功聯合敬老協會 名譽理事長

民主進步黨高雄市議會黨團總召集人

## 現任
高雄市議會友誼聯盟會長、民進黨中央黨部執行委員。

## 外部連結
- 洪平朗的Facebook專頁